# شاتویک
شاتویک (به انگلیسی: Shotwick) یک روستا و محله مدنی در بریتانیا است که در چشر غربی و چستر واقع شده‌است.